# Mathieu Max
Mathieu Max (Neerglabbeek, 16 april 1921 – Genk, 18 april 1998) was een Belgisch componist en dirigent.

## Levensloop
Max kreeg van zijn vader, een organist en dirigent van de plaatselijke fanfare, zijn eerste muziek- en pianolessen. Net als zijn broers speelde hij meerdere blaasinstrumenten zoals bugel, tuba en hoorn. Hij was een leerling van Jos Moerenhout (compositie en orkestratie) en studeerde later bij Jos De Greeve aan het Koninklijk Vlaams Conservatorium Antwerpen. Aan de Muziekacademie in Genk studeerde hij harmonie, contrapunt en fuga. Van 1943 tot 1946 was hij leraar voor Germaanse talen in Borgloon en vervolgens tot zijn pensionering in 1982 in Genk. 
Hij was dirigent van verschillende blaasorkesten in de regio, zoals van de Koninklijke Harmonie St. Cecilia Genk vanaf 1948 en de Fanfare De Juliusvrienden in As. Dit laatstgenoemd fanfareorkest werd in 1979 hervormd tot brassband. 
Max was ook componist en schreef voor zijn verenigingen diverse werken.

## Composities

### Werken voor harmonie- of fanfareorkest of brassband
- 1960 Miniatuur-Suite
- 1961-1962 Kinderserenade
- 1962 Dwergenfestival
- 1963 Levet Scone, ouverture
- 1964 Festival des Gnomes
- 1966 Lamproentje, ouverture
- 1969 Fair-play, mars
- 1969 Jubilantibus
- 1969 Partita simplex suite
- 1970 Sonore, mars
- 1972 Karakterspiegel, suite
- 1972 Three Snap Shots
- Hand in hand
- Jubileumfestival
- Jubiloso, mars
- Juvras, mars
- Nice friends
- Op het schaakboord
  1. De Raadsheer
  2. De Koningin
  3. Het Paard
- Semplice, mars

### Kamermuziek
- Intrada piccola, voor trompet (of bugel, of kornet) en piano